# امو، لاندس
امو، لاندس (به فرانسوی: Amou, Landes) یک کامین در فرانسه است که در Canton of Amou واقع شده‌است.

## خصوصیات
امو ۲۷٫۲۵ کیلومترمربع مساحت و ۱٬۵۷۷ نفر جمعیت دارد و ۴۴ متر بالاتر از سطح دریا واقع شده‌است.